# Krokodilwächter

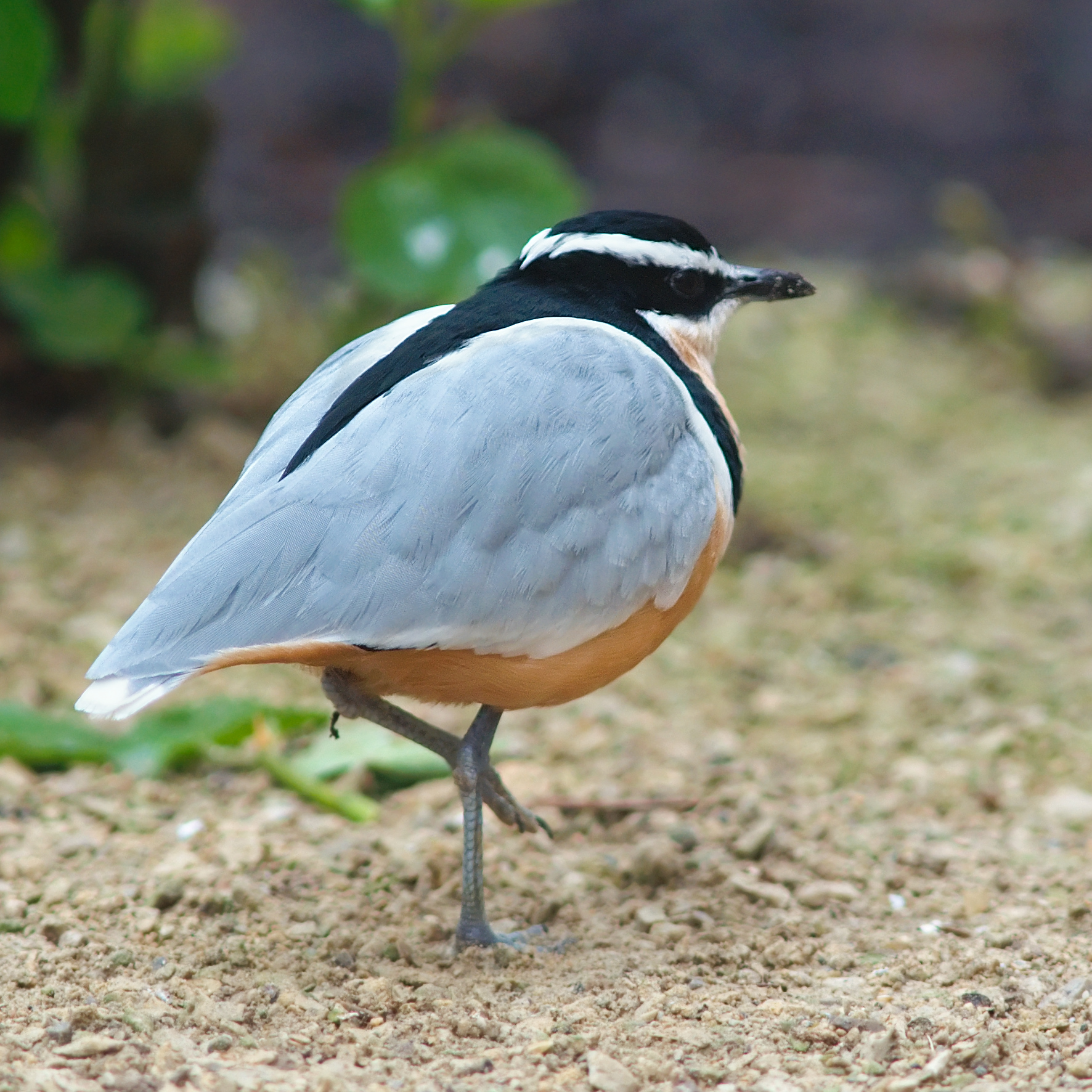
Gut zu erkennen der schwarze Streifen, der vom Nacken aus die Rückenmitte entlang läuft

Der Krokodilwächter (Pluvianus aegyptius) ist eine afrikanische Vogelart aus der Ordnung der Regenpfeiferartigen (Charadriiformes). Seinen Namen hat er von seiner angeblichen Eigenschaft, in den Mäulern von Krokodilen nach Nahrung zu suchen. Von der IUCN wird der Gesamtbestand des Krokodilwächters auf 40.000 bis 85.000 Tiere geschätzt und als „nicht gefährdet“ eingestuft.

## Beschreibung
Krokodilwächter werden rund 19 bis 21 Zentimeter lang und haben ein Federkleid, das in seiner Farbverteilung so charakteristisch ist, dass sie mit keiner anderen Art verwechselt werden können. Es besteht kein Sexualdimorphismus.
Die Körperoberseite ist überwiegend blass blaugrau, die Körperunterseite ist gelblichweiß mit einem scharf abgesetzten schwarzen Brustband. Der Scheitel sowie die Wangengegend sind schwarz. Ein weißer schmaler Überaugenstreif verläuft von der Schnabelbasis bis zum Nacken. Vom Nacken ausgehend zieht sich ein schwarz-metallisch schillerndes Feld über die Rückenmitte. Der Schwanz ist hellgrau und weist eine breite weiße Endbinde auf.
Auf dem Boden laufen Krokodilwächter sehr schnell und ruckartig. Sie halten häufig abrupt inne und verharren oder beginnen nach Nahrung zu scharren. Der Flug ist schnell mit nervösen Flügelschlägen. Meist fliegen sie niedrig über Wasser und Sand dahin. Gegenüber dem Menschen sind sie häufig außerordentlich zutraulich.

## Verbreitungsgebiet
Krokodilwächter leben im mittleren und südlichen Afrika, von Mauretanien und dem südlichen Sudan bis Angola und Uganda. In Ägypten ist der Krokodilwächter im frühen 20. Jahrhundert ausgestorben. Das Verschwinden der Art dort wird vor allem auf den Bau des Aswan-Staudammes zurückgeführt. In Westafrika ist er ein häufiger Vogel auf den Sandbänken aller wesentlichen Flusssysteme. Am zahlreichsten kommt die Art in der Sahelzone vor, wo sie sich häufig in unmittelbarer Nähe von menschlichen Siedlungen aufhält. Dank seiner Zutraulichkeit ist der Krokodilwächter auch an Flussstrecken zu finden, die dicht vom Menschen bewohnt sind.
Der Krokodilwächter ist ein Teilzieher, dessen Zugbewegungen durch Veränderungen des Wasserstandes ausgelöst werden. So fehlt er zum Beispiel im Nigerdelta in Mali zu den Zeiten des Wasserhöchststandes. In dieser Zeit sind seine bevorzugten Aufenthaltsorte, nämlich Sandbänke im Wasser, gewöhnlich überflutet.

## Lebensweise
Sie leben in Paaren oder kleinen Gruppen an den Ufern von Flüssen und Seen, ihre Nahrung besteht aus Insekten und Weichtieren. Schon seit Herodot gibt es Berichte, wonach sich die Vögel in den Mäulern von Krokodilen aufhalten sollen, um diese zu säubern. Sie würden die Krokodile von Parasiten und Nahrungsresten befreien, deshalb ließen die Krokodile sie auch gewähren. Somit hätten die Vögel eine gesicherte Nahrungsquelle und die Krokodile eine gute Zahn- und Zahnfleischpflege. Laut dem Ornithologen Gordon Lindsay Maclean und Guy M. Kirwan  gibt es allerdings keine gesicherten Beobachtungen dieses Verhaltens. Beide halten diese Berichte für Legenden.
Krokodilwächter legen ihre zwei bis drei Eier in Bodenmulden auf Sandbänken in Flüssen und Seen. Das Gelege wird mit warmem Sand bedeckt. Mitunter regulieren die Eltern die Temperatur, indem sie sich mit wassergetränktem Bauch darauf setzen, um sie zu kühlen. Die Küken sind Nestflüchter und können laufen, sobald sie geschlüpft sind. Wenn Gefahr droht, begraben die Eltern sie vorübergehend im Sand.

## Unterarten
Der Krokodilwächter gilt als monotypisch. Pluvianus aegyptius angolae Meinertzhagen, 1927 wird heute als Synonym zur Nominatform betrachtet.

## Belege

### Einzelbelege
1. ↑  Colston et al., S. 34.
2. ↑  Delany et al., S. 87.
3. ↑  Delany et al., S. 85.
4. ↑  Gordon Lindsay Maclean u. a.
5. ↑  IOC World Bird List Buttonquail, thick-knees, sheathbills, plovers, oystercatchers, stilts, painted-snipes, jacanas, Plains-wanderer, seedsnipes
6. ↑  Annie Constance Meinertzhagen (1927), S. 100–101.